# 10952 Vogelsberg
För andra betydelser, se Vogelsberg (olika betydelser).
10952 Vogelsberg eller 4152 P-L är en asteroid i huvudbältet som upptäcktes den 24 september 1960 av den nederländsk-amerikanske astronomen Tom Gehrels och det nederländska astronomparet Ingrid van Houten-Groeneveld och Cornelis Johannes van Houten vid Palomarobservatoriet. Den är uppkallad efter bergskedjan Vogelsberg.
Asteroiden har en diameter på ungefär 11 kilometer.